# 1941 v loďstvech
Tento článek obsahuje významné události v oblasti loďstev v roce 1941.

## Lodě vstoupivší do služby
- 8. ledna –  HMAS Nizam (G38) – torpédoborec třídy J, K a N
- 12. února –  HMAS Nestor (G02) – torpédoborec třídy J, K a N
- 25. února –  Tirpitz – bitevní loď třídy Bismarck
- 14. března –  USS Monssen (DD-436) – torpédoborec třídy Gleaves
- 31. března –  HMS Prince of Wales – bitevní loď třídy King George V
- 9. dubna –  USS North Carolina (BB-55) – bitevní loď stejnojmenné třídy
- 15. dubna –  HMS Abdiel (M39) – minonoska třídy Abdiel
- 4. května –  HMS Latona (M76) – minonoska třídy Abdiel
- 15. května –  USS Washington (BB-56) – bitevní loď třídy North Carolina
- 20. června –  HMS Manxman (M70) – minonoska třídy Abdiel
- srpen –  HMS Bachaquero (F110) a HMS Misoa (F117) – tanková výsadková loď třídy Maracaibo
- 25. srpna –  HMS Welshman (M84) – minonoska třídy Abdiel
- 20. října –  USS Hornet (CV-8) – letadlová loď třídy Yorktown
- 4. listopadu –  HMS Duke of York – bitevní loď třídy King George V
- 30. listopadu –  Šóhó – letadlová loď stejnojmenné třídy
- prosinec –  HMS Tasajera (F125) – tanková výsadková loď třídy Maracaibo